# Caleb Ewan
Caleb Ewan (Sydney, 11 juli 1994) is een voormalig Australisch baan- en wegwielrenner die sinds 2025 voor INEOS Grenadiers rijdt. Caleb Ewan heeft een Australische vader en een Koreaanse moeder. In oktober 2018 is hij getrouwd en in juni 2019 werd hij vader van een dochter.

## Carrière

### Beginjaren
Caleb Ewan werd in 2010 Australisch kampioen op de weg bij de junioren. Een jaar later, in 2011, won hij op de baan het Australisch kampioenschap omnium, puntenkoers en ploegkoers voor junioren, en het wereldkampioenschap omnium voor junioren. Datzelfde jaar werd hij ook Australisch kampioen criterium bij de junioren. In 2012 won hij onder andere de Omloop Het Nieuwsblad voor junioren en een etappe in de Rothaus Regio-Tour. Ook in 2012 won hij zijn eerste wedstrijden bij de elite, namelijk de tweede en vierde etappe van de Bay Cycling Classic.
In 2013 won Ewan verschillende beloftewedstrijden, waaronder La Côte Picarde en twee etappes in de Ronde van Thüringen en de Ronde van de Toekomst, en het Australisch kampioenschap tijdrijden. Bij de elite won hij in 2013 de eerste etappe en het eindklassement van de Bay Cycling Classic en de tweede etappe van de Ronde van de Elzas. In het volgende jaar, 2014, werd Ewan Australisch kampioen op de weg bij de beloften en Australisch kampioen criterium bij de beloften, en won hij een etappe in de Ronde van de Toekomst. Bij de elite was hij dat jaar opnieuw succesvol in de Bay Cycling Classic, waar hij de vierde etappe won. Aan het einde van het jaar tekende hij een contract bij Orica GreenEDGE.

### Elite
In 2015 won Ewan als neoprof maar liefst vijftien wedstrijden. Zo won hij drie etappes en het eindklassement van de Bay Cycling Classic, twee etappes in de Herald Sun Tour en de Ronde van Langkawi, de Ronde van La Rioja, vier etappes en het eindklassement in de Ronde van Korea, en de vijfde etappe van de Ronde van Spanje, waarin hij John Degenkolb en Peter Sagan klopte.
In 2016 won Ewan opnieuw drie etappes en het eindklassement in de Bay Cycling Classic en werd hij Australisch kampioen criterium. Hij was dat jaar ook de beste in de People's Choice Classic, de eerste en zesde etappe van de Tour Down Under en de tweede etappe van de Herald Sun Tour.
Net als het jaar ervoor wist Ewan in 2017 zowel de People's Choice Classic als de eerste etappe van de Tour Down Under te winnen. In de Ronde van Italië werd hij winnaar van de zevende etappe.
In 2018 werd bekend dat hij zou overstappen naar Lotto-Soudal, nadat hij het niet eens was met zijn ploeg, Mitchelton-Scott, over het feit dat hij de Ronde van Frankrijk niet mocht rijden. Na vijf seizoenen bij de Belgische wielerploeg te hebben gereden maakte hij voor 2024 de overstap naar Team Jayco AlUla.

## Baan

### Palmares
| Jaar       | AK                                                                  | OK                                        | WK         | Overige    |
| Als junior | Als junior                                                          | Als junior                                | Als junior | Als junior |
| ---------- | ------------------------------------------------------------------- | ----------------------------------------- | ---------- | ---------- |
| 2011       | koppelkoers · omnium · puntenkoers · ploegenachtervolging · scratch |                                           | omnium     |            |
| Als elite  |                                                                     |                                           |            |            |
| 2010       |                                                                     | 4e koppelkoers                            |            |            |
| 2011       | 4e koppelkoers                                                      | 6e koppelkoers                            |            |            |
| 2012       | 5e koppelkoers                                                      | achtervolging · scratch · 10e puntenkoers |            |            |
| 2013       | scratch · puntenkoers · 7e achtervolging                            |                                           |            |            |

## Weg

### Palmares junioren
2010
 Australisch kampioen op de weg
2011
 Australisch criteriumkampioen,
2012
 Australisch kampioen tijdrijden
Gent-Menen
Omloop Het Nieuwsblad
Wateringse Wielerdag
Draai van de Kaai
2e etappe B Luik-La Gleize
4e etappe Rothaus Regio-Tour

### Palmares elite
2012
2e en 4e etappe Bay Cycling Classic
2013
1e etappe Bay Cycling Classic
Eindklassement Bay Cycling Classic
2e etappe Ronde van de Elzas
2014
4e etappe Bay Cycling Classic
2015
1e, 2e en 3e etappe Bay Cycling Classic
Eindklassement Bay Cycling Classic
2e en 3e etappe Herald Sun Tour
3e en 6e etappe Ronde van Langkawi
Puntenklassement Ronde van Langkawi
Ronde van La Rioja
2e, 3e, 5e en 7e etappe Ronde van Korea
Eind-, punten- en jongerenklassement Ronde van Korea
5e etappe Ronde van Spanje
2016
1e, 2e en 4e etappe Bay Cycling Classic
Eindklassement Bay Cycling Classic
 Australisch criteriumkampioen
People's Choice Classic
1e en 6e etappe Tour Down Under
2e etappe Herald Sun Tour
Cyclassics Hamburg
8e etappe Ronde van Groot-Brittannië
2017
3e etappe Bay Cycling Classic
 Australisch criteriumkampioen
People's Choice Classic
1e, 3e, 4e en 6e etappe Tour Down Under
Puntenklassement Tour Down Under
4e etappe Ronde van Abu Dhabi
Puntenklassement Ronde van Yorkshire
7e etappe Ronde van Italië
4e etappe Ronde van Polen
1e, 3e en 6e etappe Ronde van Groot-Brittannië
2018
 Australisch criteriumkampioen
2e etappe Tour Down Under
Clásica de Almería
8e etappe Ronde van Groot-Brittannië
2019
2e en 3e etappe Bay Cycling Classic
People's Choice Classic
4e etappe Ronde van de Verenigde Arabische Emiraten
4e en 6e etappe Ronde van Turkije
8e en 11e etappe Ronde van Italië
4e etappe Ster ZLM Toer
11e, 16e en 21e etappe Ronde van Frankrijk
Brussels Cycling Classic
Shanghai Criterium
2020
2e en 4e etappe Tour Down Under
2e etappe Ronde van de Verenigde Arabische Emiraten
Puntenklassement Ronde van de Verenigde Arabische Emiraten
1e etappe Ronde van Wallonië
3e en 11e etappe Ronde van Frankrijk
Scheldeprijs
2021
7e etappe Ronde van de Verenigde Arabische Emiraten
5e en 7e etappe Ronde van Italië
3e en 4e etappe Ronde van België
Puntenklassement Ronde van België
5e etappe Benelux Tour
2022
1e etappe Ronde van Saoedi-Arabië
1e etappe Ronde van de Alpes-Maritimes en de Var
3e etappe Tirreno-Adriatico
1e en 6e etappe Ronde van Turkije
1e etappe Ronde van Duitsland
GP Fourmies
2023
Schwalbe classic, Australië
Grote Prijs Marcel Kint
2024
1e etappe Ronde van Oman
Ronde van Castilië en León
2e etappe Ronde van Burgos
2025
1e etappe Internationale Wielerweek
2e etappe Ronde van het Baskenland

## Resultaten in voornaamste wedstrijden
| Jaar | Ronde van Italië | Ronde van Frankrijk | Ronde van Spanje |
| ---- | ---------------- | ------------------- | ---------------- |
| 2014 |                  |                     |                  |
| 2015 |                  |                     | opgave (1)       |
| 2016 | opgave           |                     |                  |
| 2017 | opgave (1)       |                     |                  |
| 2018 |                  |                     |                  |
| 2019 | opgave (2)       | 132e (3)            |                  |
| 2020 |                  | 144e (2)            |                  |
| 2021 | opgave (2)       | opgave              |                  |
| 2022 | opgave           | 135e (laatste)      |                  |
| 2023 |                  | opgave              |                  |
| 2024 | 120e             |                     |                  |

| Jaar | Milaan-San Remo | Gent-Wevelgem | Ronde van Vlaanderen | Kuurne-Brussel-Kuurne | Cyclassics Hamburg | Scheldeprijs |  | WK op de weg |  | Wereldranglijsten |
| ---- | --------------- | ------------- | -------------------- | --------------------- | ------------------ | ------------ |  | ------------ |  | ----------------- |
| 2014 |                 |               |                      |                       |                    |              |  |              |  | 184e (UWT)        |
| 2015 |                 |               |                      |                       |                    |              |  |              |  | 120e (UWT)        |
| 2016 |                 |               |                      | 15e                   | Goud               |              |  | opgave       |  | 42e (UWT)         |
| 2017 | 10e             | 101e          |                      |                       | 34e                |              |  |              |  | 69e (UWT)         |
| 2018 | ↑               |               |                      |                       |                    |              |  |              |  | 66e (UWT)         |
| 2019 | 29e             |               |                      |                       | ↑                  |              |  |              |  | 20e (UWR)         |
| 2020 | 113e            | opgave        |                      |                       |                    | ↑            |  |              |  | 35e (UWR)         |
| 2021 | ↑               |               |                      |                       |                    |              |  | opgave       |  |                   |
| 2022 |                 |               |                      | ↑                     |                    |              |  |              |  |                   |
| 2023 | 16e             | 66e           | opgave               |                       |                    |              |  |              |  |                   |
| 2024 |                 |               |                      |                       |                    |              |  |              |  |                   |

## Resultaten in kleinere rondes
| Jaar | Tour Down Under | Parijs-Nice | Tirreno-Adriatico | Ronde van Catalonië | Ronde van het Baskenland | Ronde van Polen | Eneco Tour | Ronde van Peking / Ronde van Guangxi |
| ---- | --------------- | ----------- | ----------------- | ------------------- | ------------------------ | --------------- | ---------- | ------------------------------------ |
| 2014 |                 |             |                   |                     |                          |                 |            | 75e                                  |
| 2015 |                 |             |                   | opgave              |                          | 100e            |            |                                      |
| 2016 | 124e (2)        |             | 159e              |                     |                          | opgave          | opgave     |                                      |
| 2017 | 89e (4)         |             | opgave            |                     |                          | 95e (1)         |            |                                      |
| 2018 | 77e (1)         |             | opgave            |                     |                          | 95e (1)         |            |                                      |
| 2019 | 95e             | opgave      |                   |                     |                          |                 |            |                                      |
| 2020 | 51e (2)         | opgave      |                   |                     |                          |                 |            |                                      |
| 2021 |                 |             | opgave            |                     |                          |                 | opgave (1) |                                      |
| 2022 |                 | opgave (1)  |                   |                     |                          |                 |            |                                      |
| 2023 | 100e            |             |                   |                     |                          |                 |            |                                      |
| 2024 | 103e            |             | opgave            |                     |                          | opgave          |            |                                      |
| 2025 |                 |             |                   |                     | opgave (1)               |                 |            |                                      |

(*) tussen haakjes aantal individuele etappe-overwinningen

## Ploegen
- 2014 –  Orica GreenEDGE (stagiair vanaf 1 augustus, contract vanaf 1 oktober)[3]
- 2015 –  Orica GreenEDGE
- 2016 –  Orica-BikeExchange[4]
- 2017 –  Orica-Scott
- 2018 –  Mitchelton-Scott
- 2019 –  Lotto Soudal
- 2020 –  Lotto Soudal
- 2021 –  Lotto Soudal
- 2022 −  Lotto Soudal
- 2023 −  Lotto-Dstny
- 2024 –  Team Jayco AlUla
- 2025 –  INEOS Grenadiers vanaf 23 januari [5] tot 6 mei[6][7]